# Middlesex

Lage in England

Middlesex war eine Grafschaft in England, die heute größtenteils im Gebiet des Greater London aufgegangen ist und dessen nordwestliche Vorstädte umfasst. Middlesex gehört zu den 39 traditionellen Countys in England. In der Grafschaft lag die City of London, die seit dem 13. Jahrhundert jedoch Selbstverwaltungskörperschaft ist.

## Geschichte
Die Grafschaft findet zum ersten Mal Erwähnung im Jahre 704 als Middleseaxan, was man in heutigem Englisch als „Middle Saxons“ (Mittelsachsen) bezeichnen würde. Middlesex befindet sich zentral in dem Gebiet, in dem sich ab dem sechsten Jahrhundert n. Chr. die Sachsen ansiedelten. Benachbart waren die Königreiche Sussex (South Saxons; Südsachsen), Wessex (West Saxons; Westsachsen) und Essex (East Saxons; Ostsachsen). Anders als Sussex, Wessex und Essex war Middlesex aber kein selbstständiges Königreich innerhalb der Heptarchie.
In der mittelalterlichen Grafschaft lagen auch Teile der Metropolis London. 1888 wurde ein großer Teil von Middlesex dem County of London zugeschlagen. Es entspricht ungefähr dem Gebiet der heutigen Londoner Boroughs Camden, Hackney, Hammersmith and Fulham, Kensington and Chelsea, Islington, Tower Hamlets und Westminster. Mit der Urbanisierung in der ersten Hälfte des 20. Jahrhunderts wurde die Gegend vollständig bebaut. 
1965 wurde der verbliebene Rest von Middlesex zum größten Teil Greater London einverleibt; lediglich der Urban District Potters Bar kam zu Hertfordshire und die beiden Urban Districts Sunbury-on-Thames sowie Staines gingen an Surrey. Der größte Teil der Grafschaft ging in den Londoner Boroughs Barnet, Brent, Ealing, Enfield, Haringey, Harrow, Hillingdon und Hounslow auf.
1974 wurde in Surrey aus den beiden Urban Districts Sunbury-on-Thames und Staines der District Spelthorne gebildet. 1995 kam die Siedlung Poyle von Spelthorne an die Stadt Slough in Berkshire.
Middlesex wird jedoch noch immer als Bezeichnung verwendet, wie z. B. für die Middlesex University. Die Grafschaftsbezeichnung wurde auch noch bis 1996 offiziell von der Royal Mail als Postal County geführt. Noch heute wird der Name der Grafschaft von der überwiegenden Zahl der Briten als Adressenzusatz benutzt.
Im Gebiet um Richmond und Twickenham wird das Nordufer der Themse oft als „Middlesex Bank“ und das Südufer als „Surrey Bank“ bezeichnet. Dies ist vor allem beim berühmten Boat Race von Bedeutung.

## Orte in der ehemaligen Grafschaft
- Acton – Alperton – Ashford
- Bayswater – Belgravia – Bethnal Green – Bloomsbury – Bow – Brentford
- Camden Town – Canonbury – Chelsea – Chiswick – Clerkenwell – Colindale – Cowley – Cranford – Cricklewood
- Dalston
- Ealing – East Bedfont – Edgware – Edmonton – Enfield Town
- Feltham – Finchley – Finsbury – Finsbury Park – Friern Barnet – Fulham
- Golders Green – Greenford – Gunnersbury
- Hackney – Haggerston – Hammersmith – Hampstead – Hampton – Hampton Wick – Hanwell – Hanworth – Harefield – Harlesden – Harlington – Harmondsworth – Harrow – Hayes – Hendon – Heston – Highbury – Highgate – Hillingdon – Holborn – Holloway – Homerton – Hornsey – Hounslow – Hoxton
- Ickenham – Isle of Dogs – Isleworth – Islington
- Kensington – Kentish Town – Kenton – Kilburn – Kingsbury
- Laleham – Littleton – Lower Halliford
- Maida Vale – Marylebone – Mayfair – Mill Hill – Millbank – Milwall – Muswell Hill
- Neasden – Northolt – Northwood – Notting Hill
- Osterley
- Paddington – Palmers Green – Perivale – Pimlico – Pinner – Ponders End – Poplar – Potters Bar – Poyle
- Ruislip
- St James's – St John’s Wood – St Pancras – Shadwell – Shepherd’s Bush – Shepperton – Shoreditch – Sipson – Soho – South Mimms – Southall – Southgate – Spelthorne – Staines – Stamford Hill – Stanmore – Stanwell – Stepney – Stoke Newington – Strand – Sudbury – Sunbury-on-Thames
- Teddington – Tottenham – Twickenham
- Upper Halliford – Uxbridge
- Wapping – Wembley – West Drayton – Westminster – Whitechapel – Whitehall – Whitton – Willesden – Wood Green
- Yeading – Yiewsley

## Verwaltungsgliederung
Middlesex besaß vor 1965 folgende Verwaltungsgliederung:
| 1. Potters Bar 2. Enfield 3. Southgate 4. Edmonton 5. Tottenham 6. Wood Green 7. Friern Barnet 8. Hornsey 9. Finchley 10. Hendon 11. Harrow 12. Ruislip-Northwood 13. Uxbridge | Verwaltungsgliederung von Middlesex | 1. Ealing 2. Wembley 3. Willesden 4. Acton 5. Brentford and Chiswick 6. Heston and Isleworth 7. Southall 8. Hayes and Harlington 9. Yiewsley and West Drayton 10. Staines 11. Feltham 12. Twickenham 13. Sunbury-on-Thames |